# Come un padre
Come un padre è un documentario del 2022 diretto da Alessio Di Cosimo.
Il documentario narra le vicende dell'allenatore di calcio Carlo Mazzone, dagli inizi come calciatore della Roma fino a diventare l'allenatore con record di panchine in Serie A e soprattutto di quanto sia stato importante per la carriera di molti calciatori come Roberto Baggio, Francesco Totti, Andrea Pirlo, Pep Guardiola, Giuseppe Signori e molti altri.